# Pjegava čačalaka
Pjegava čačalaka (lat. Ortalis guttata) je vrsta ptice iz roda Ortalis, porodice Cracidae. Živi u šumama i šumovitim krajevima zapadnog porječja Amazone, Kolumbiji, istočnom Peruu i Ekvadoru, sjeveroistoku Bolivije te u Mati Atlantici u istočnom Brazilu, na nadmorskoj visini do 1.700 metara.

## Izgled
Ova ptica duga je 40-60 centimetara, te je teška 500-600 grama. Perje joj je uglavnom smeđe, obojenost perja varira od podvrste. Neznatno nalikuje na neke fazanke. Arborealna je vrsta, vrijeme provodi na drvetu. Jako je društvena ptica. Gnijezdi se u razdoblju između listopada i studenog, a gnijezdo je dugo najčešće oko 2 metra.

## Podvrste
- Ortalis guttata araucan - živi u istočnom Brazilu.
- Ortalis guttata columbiana - živi u zapadnim Andama u Kolumbiji.
- Ortalis guttata guttata - živi u istočnom Peruu, Ekvadoru i južnoj Kolumbiji.
- Ortalis guttata squamata - živi na jugoistoku Brazila.
- Ortalis guttata subaffinis - živi na sjeveroistoku Bolivije.